# بیلی مارتن
ایزابلا سوفی تویدل (به انگلیسی: ٰIsabella Sophie Tweddle؛ زاده ۲۷ مه ۱۹۹۹ میلادی) که با نام هنری بیلی مارتن فعالیت می‌کند، خواننده، ترانه‌سرا و نوازنده اهل ریپون در شمال یورکشایر است. او برای اولین بار در سن دوازده سالگی در عرصه موسیقی حضور پیدا کرد، پس از آنکه ویدیوی آواز خواندن او در یوتیوب هزاران بیننده را جذب خود کرد. او اولین آلبوم چندآهنگه خود را در سن پانزده سالگی در سال ۲۰۱۴ و دومین آلبوم چندآهنگه خود را یک سال بعد منتشر کرد. در پایان سال ۲۰۱۵ او نامزد جایزه صدای سال ۲۰۱۶ شد.

## حرفه موسیقی
در ماه مه ۲۰۱۴، درست قبل از تولد پانزده سالگی‌اش، تک‌آهنگ روبان را از طریق بربری منتشر کرد. او این تک‌اهنگ را یک سال پیش با فیونا بوان نوشته بود. در ژوئن ۲۰۱۴ او نخستین آلبوم چندآهنگه خود با نام روبان را منتشر کرد. مارتن در ماه اوت سال ۲۰۱۳ آهنگ معرفی بی‌بی‌سی را در جشنواره ریدینگ اجرا کرد. او در ماه دسامبر۲۰۱۴ موسیقی خود را "ترکیبی بین آکوستیک و کاملاً فولکی و کمی ایندی " توصیف کرد.

## زندگی شخصی
آلپاکا حیوان مورد علاقه مارتین است. او همچنین گفته آرزو دارد یکی از این حیوانات را برای خود بخرد. او گفت: «من علاقه عجیب و غریبی به آلپاکاها دارم، نمی‌توانم آن را توضیح دهم. فکر می‌کنم آنها زیبا هستند و عاشقشان هستم».
در ۱۸ سالگی اختلال شدید عاطفی فصلی در او تشخیص داده شد، که باعث افسردگی و اضطراب می‌شود.